# Burgstall Tiefenthal
Der Burgstall Tiefenthal, auch Kapellenberg genannt, ist eine abgegangene Höhenburg auf einer 387 m ü. NN hohen Anhöhe im Ortsteil Tiefenthal der Stadt Wörth an der Donau im Oberpfälzer Landkreis Regensburg in Bayern. Die Anlage wird als Bodendenkmal unter der Aktennummer D-3-7040-0089 im Bayernatlas als „mittelalterlicher Burgstall mit der Kath. Nebenkirche und ehem. Burgkapelle St. Ulrich und Wolfgang in Tiefenthal, vorgeschichtliche Höhensiedlung, mesolithische Freilandstation“ geführt.

## Beschreibung

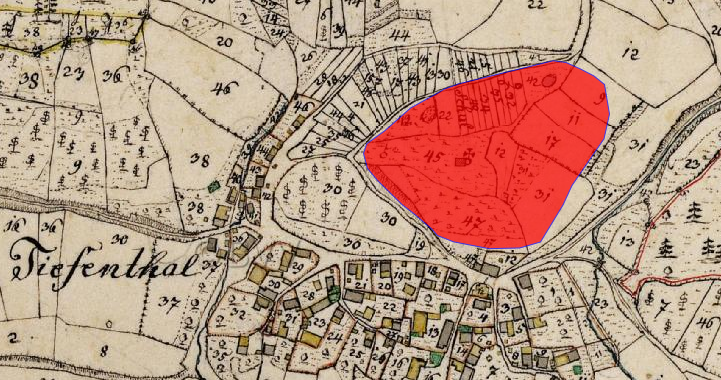
Lageplan von Burgstall Tiefenthal auf dem Urkataster von Bayern

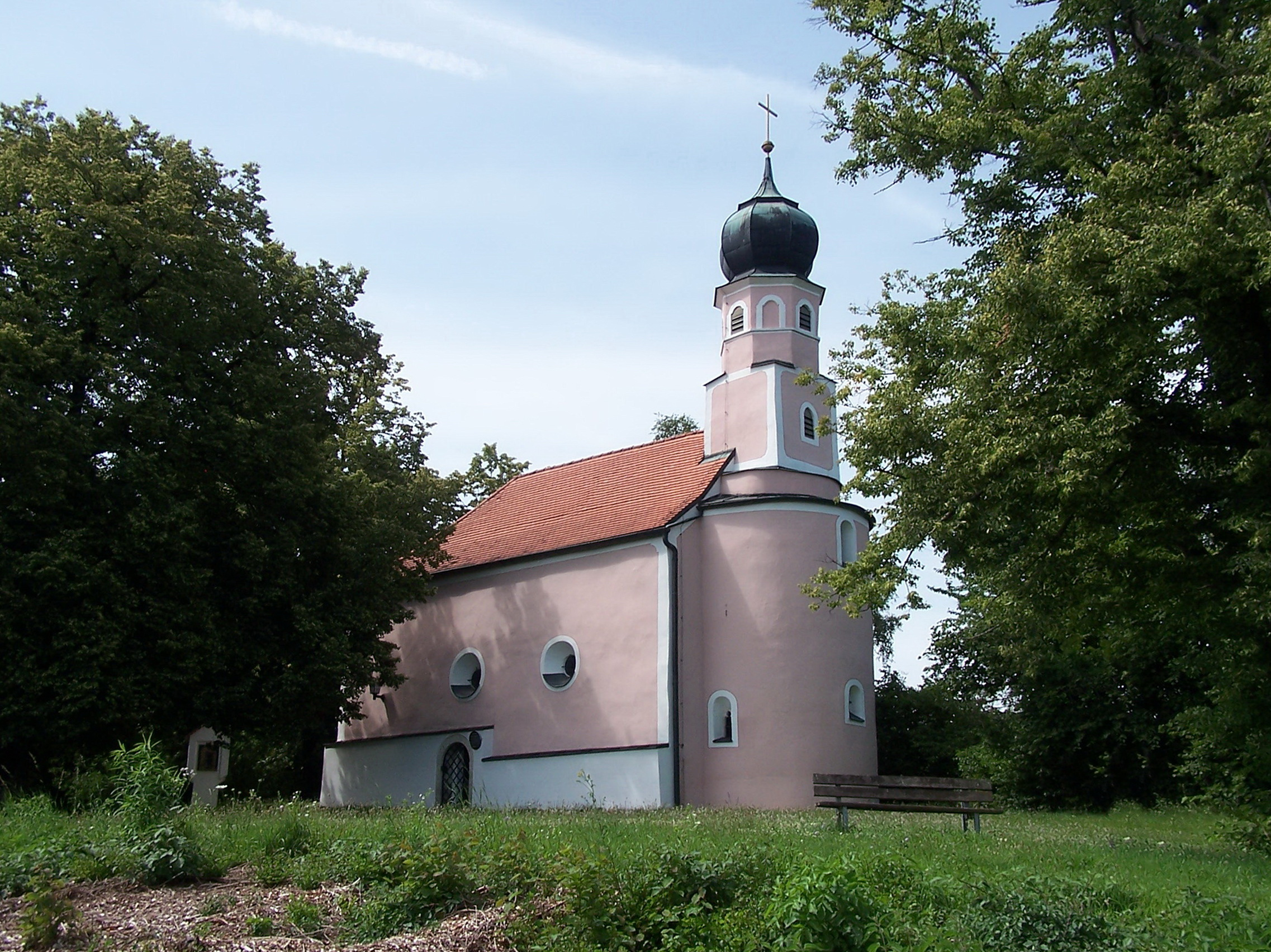
Ehem. Burgkapelle St. Ulrich und Wolfgang, Tiefenthal

Die ehemalige Kernburg mit Wallgraben befand sich westlich hinter der Burgkapelle und die ehemalige Vorburg an Stelle der großen Wiese auf der Ost- und Nordseite. Der heutige Burgstall zeigt obertägig nichts mehr und ist ein Bodendenkmal.
Die ursprünglich zweigeschossige Burgkapelle Sankt Ulrich und Wolfgang ist erhalten, sie stammt aus dem 12. bis 13. Jahrhundert und wurde im 17. Jahrhundert umgebaut.

## Geschichte
Von der vermutlich im 12. Jahrhundert von den Herren von Tiefenthal erbauten Höhenburg sind nur wenig gesicherte Daten bekannt. Die Burg wurde vor 1400 aufgegeben und 1401 als Burgstall erwähnt.
In einer Urkunde des Grafen Gebhard III. von Sulzbach von 1179 wird der Ortsadelige „Gotepolt de Tiufental“ unter den Zeugen genannt. Eine Tradition des Klosters Prüfening von 1190 und 1220 nennt einen Konrad von Tiefental. 1353 wird noch ein „Albrecht von Teuffental“ als Pfleger auf Burg Siegenstein genannt. In dem Testament des Friedrich der Chamerauer von 1401 wird die Anlage genau beschrieben. Der vorhandene Steinturm war noch bewohnt und wird noch 1624 als bewohntes Gebäude nochmals renoviert, nachdem das Kloster Frauenzell den „Haghof“ mitsamt dem Turm gekauft hatte.